# Río Cooper
El río Cooper, o arroyo Cooper en una traducción literal (del inglés: 'Creek Cooper'), es un largo río de Australia que fluye en dirección suroeste a través de los estados de Queensland y Australia Meridional hasta desaguar en el lago Eyre. Es uno de los ríos más famosos pero menos visitados del país. Se forma por la confluencia de los ríos Thomson y Barcoo.
Es uno de los tres principales sistemas fluviales de Queensland que desembocan en la cuenca del Lago Eyre. El flujo del arroyo depende de las lluvias monzónicas que caen meses antes a muchos cientos de kilómetros, en el este de Queensland. Tiene una longitud de 1113 km, siendo el segundo río más largo del interior de Australia, después del sistema Murray- Darling.

## Historia

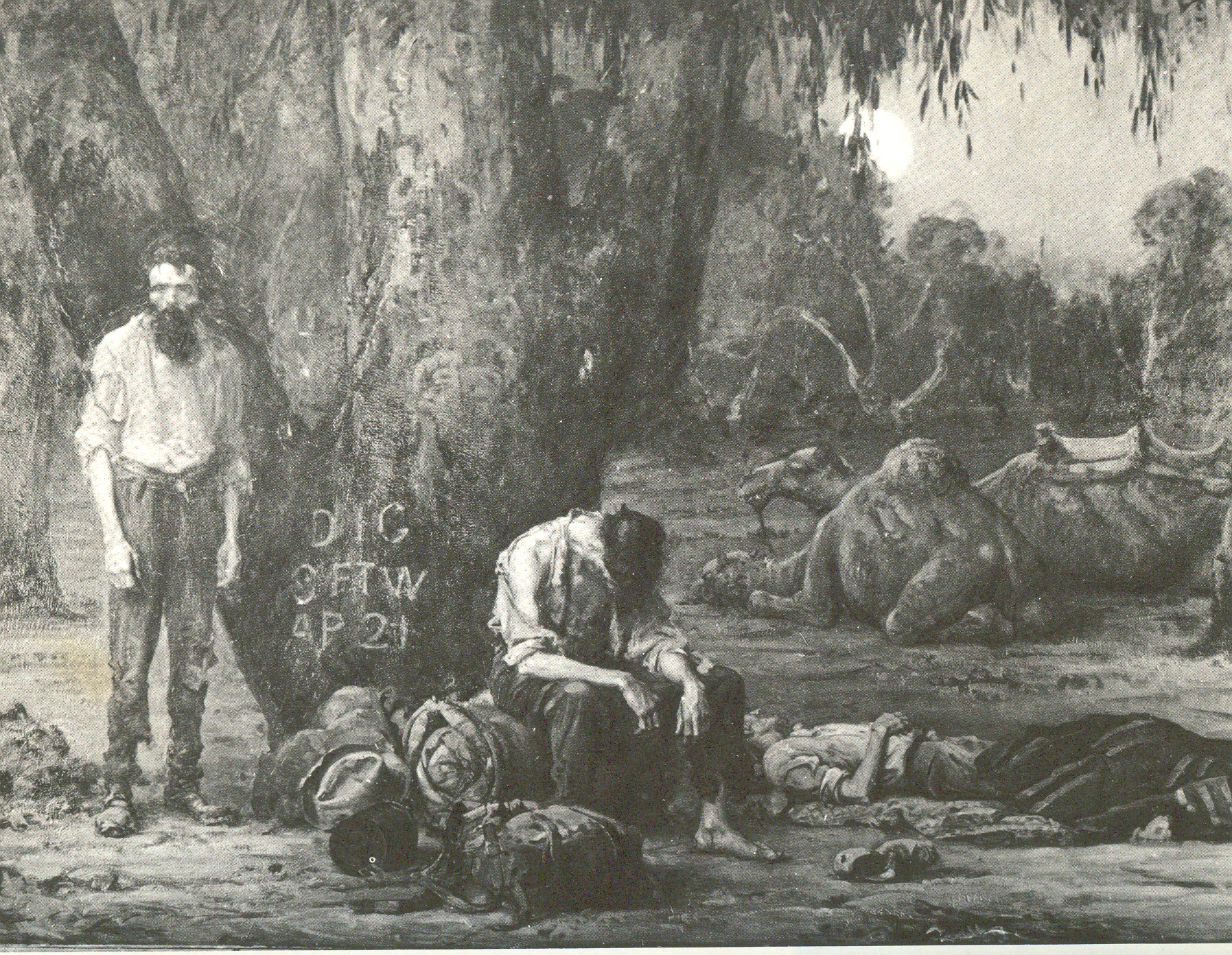
Burke y Wills llegando al punto de encuentro en el arroyo Cooper. Pintura de John Longstaff.

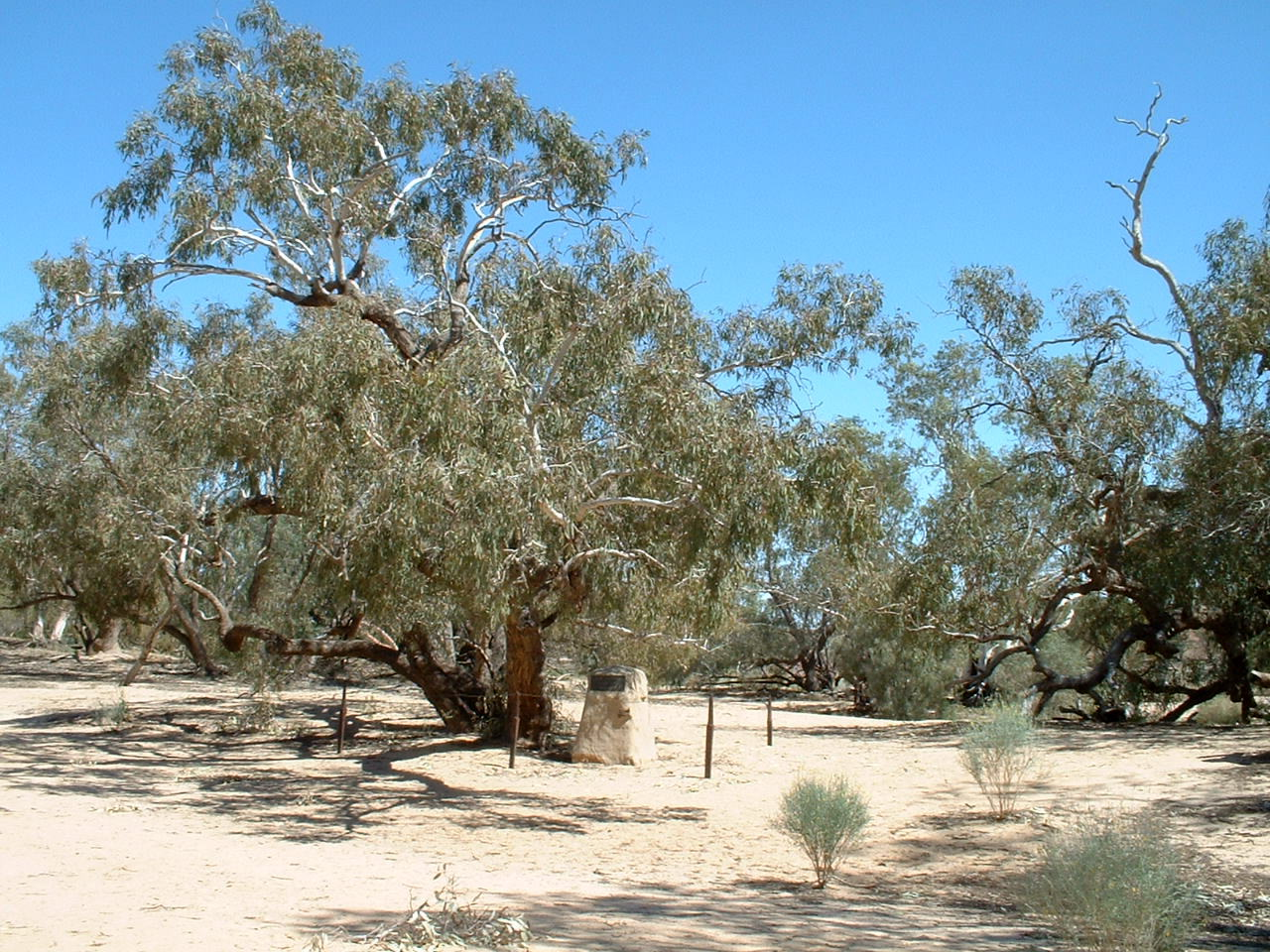
Memorial que marca el lugar de la muerte de Robert O'Hara Burke en la charca Burke

Charles Sturt nombró el río en 1845 en honor de Charles Cooper, presidente del Tribunal Supremo de Australia del Sur. Fue a lo largo del curso del río Cooper donde los exploradores Burke y Wills encontraron la muerte en 1861. John King sobrevivió a la expedición con la ayuda de aborígenes amistosos. Solo diez años después de las muertes de los exploradores, se estaban estableciendo granjas en sus riberas. El primer asentamiento permanente en la zona fue una estación en Innamincka.
En 1880 la fuente de agua confiable había atraído a más colonos hasta el punto en que toda la zona fue colonizada y surtida con ganado. Esto provocó el desplazamiento de los aborígenes locales de sus tierras tradicionales. En 1900 la población se había reducido a 30 supervivientes, solo el 10% del número original, por causa de la gripe y el sarampión.

## Geografía
El río Creek nace al oeste de la Gran Cordillera Divisoria en tierras bajas, por la confluencia de dos ríos que corren por el centro de Queensland: el Thomson, entre Longreach y Charters Towers, y el Barcoo, en el área alrededor de Barcaldine, unos 500 kilómetros hacia el interior desde Rockhampton.
El Cooper se extiende por una vasta área de efímeros canales anastomosados, discurriendo aproximadamente en dirección sur por la esquina más lejana del suroeste de Queensland, antes de girar hacia el oeste, ya en la Australia Meridional, en dirección hacia el lago Eyre. La mayoría de los años, el caudal del río desaparece absorbido por la tierra, llenando canales y muchas charcas permanentes, o, simplemente, se evapora sin alcanzar el lago Eyre. En años muy húmedos, no obstante, consigue inundar el Channel Country completamente y llega al lago Eyre, después de atravesar las zonas secas del desierto de Strzelecki, el desierto Pedregoso de Sturt y el desierto de Tirari. Los estudios han demostrado claramente que, aunque con un caudal medio anual de unos 2,3 km³ (que varia en Barcoo desde unos 0,02 km³ estimados en 1902 a unos 12 km³ estimados en 1950) el Cooper lleva el doble de escorrentía que el Diamantina y tres veces más que el Georgina, el río ha alcanzado el lago Eyre menos frecuentemente que esos ríos durante los últimos diez mil años. Esto se debe a que mucha más agua es absorbida a lo largo de su curso que en el Diamantina o el Georgina, pero también podría ser posiblemente porque los ciclos secos y húmedos en esas cuencas, centenarios o multicentenarios, causan que alcancen regularmente el lago durante los periodos húmedos (hay algunas evidencias en las terrazas alrededor del lago Eyre de que esto ocurrió durante el período cálido medieval).
Durante las inundaciones, el río, aguas arriba de Windorah, puede llegar a tener una anchura de unos 40 km.

## Uso de la tierra
La mayor parte de la cuenca del Cooper se utiliza como pastizales, para el pastoreo natural de ovejas y bovinos: si bien el extremo oriental de la cuenca es relativamente húmedo, con un promedio de más de 500 mm en Blackall, la lluvia es demasiado errática como para abordar el cultivo. Los suelos son principalmente vertisoles o torrifluventes vérticos y son muy fértiles, aunque por lo general, pesados en textura con una fuerte tendencia a agrietarse debido a la irregularidad de las precipitaciones.